# Premio Chlotrudis
Il premio Chlotrudis (in inglese Chlotrudis Awards) è un premio cinematografico statunitense, dedicato alle produzioni indipendenti. È stato istituito nel 1995 dalla Chlotrudis Society for Independent Film, un'organizzazione no-profit che promuove e valorizza i film indipendenti.
Il nome Chlotrudis è l'unione di Cloe e Gertrudis, il nome dei gatti di Michael Colford, fondatore dell'associazione.

## Categorie
- Miglior film
- Miglior regista
- Miglior attore
- Migliore attrice
- Migliore attore non protagonista
- Migliore attrice non protagonista
- Miglior cast
- Migliore sceneggiatura originale
- Migliore sceneggiatura adattata
- Migliore uso della musica
- Migliori scenografie
- Miglior fotografia
- Miglior montaggio
- Miglior documentario
- Tesoro nascosto (Buried Treasure - al film poco visto ma meritevole)[2]

## Premi speciali
- Premio Chloe (alla carriera)
- Premio Gertrudis (a un attore emergente)
- Premio Taskforce (al regista più creativo)[3]